# Dylan Mboumbouni
Dylan Mboumbouni, né le 20 février 1996 à Lyon, est un footballeur international centrafricain, qui évolue au poste de défenseur au Concordia Chiajna.

## Biographie

### En équipe nationale
Dylan Mboumbouni joue cinq matchs avec l'équipe de France des moins de 16 ans.
Il reçoit sa première sélection en équipe de République centrafricaine le 14 novembre 2017, contre l'Algérie (défaite 3-0).

## Palmarès
- Finaliste de la Coupe Gambardella en 2015 avec les U19 de l'Olympique lyonnais